# جک ویلکینسون (بازیکن فوتبال، زاده ۱۹۸۵)
جک ویلکینسون (انگلیسی: Jack Wilkinson؛ زادهٔ ۱۲ سپتامبر ۱۹۸۵) بازیکن فوتبال در پست مهاجم اهل انگلستان است.

## باشگاهی
از باشگاه‌هایی که در آن بازی کرده‌است می‌توان به باشگاه فوتبال هارتل پول یونایتد و باشگاه فوتبال ویتبای تاون اشاره کرد.